# Небелица

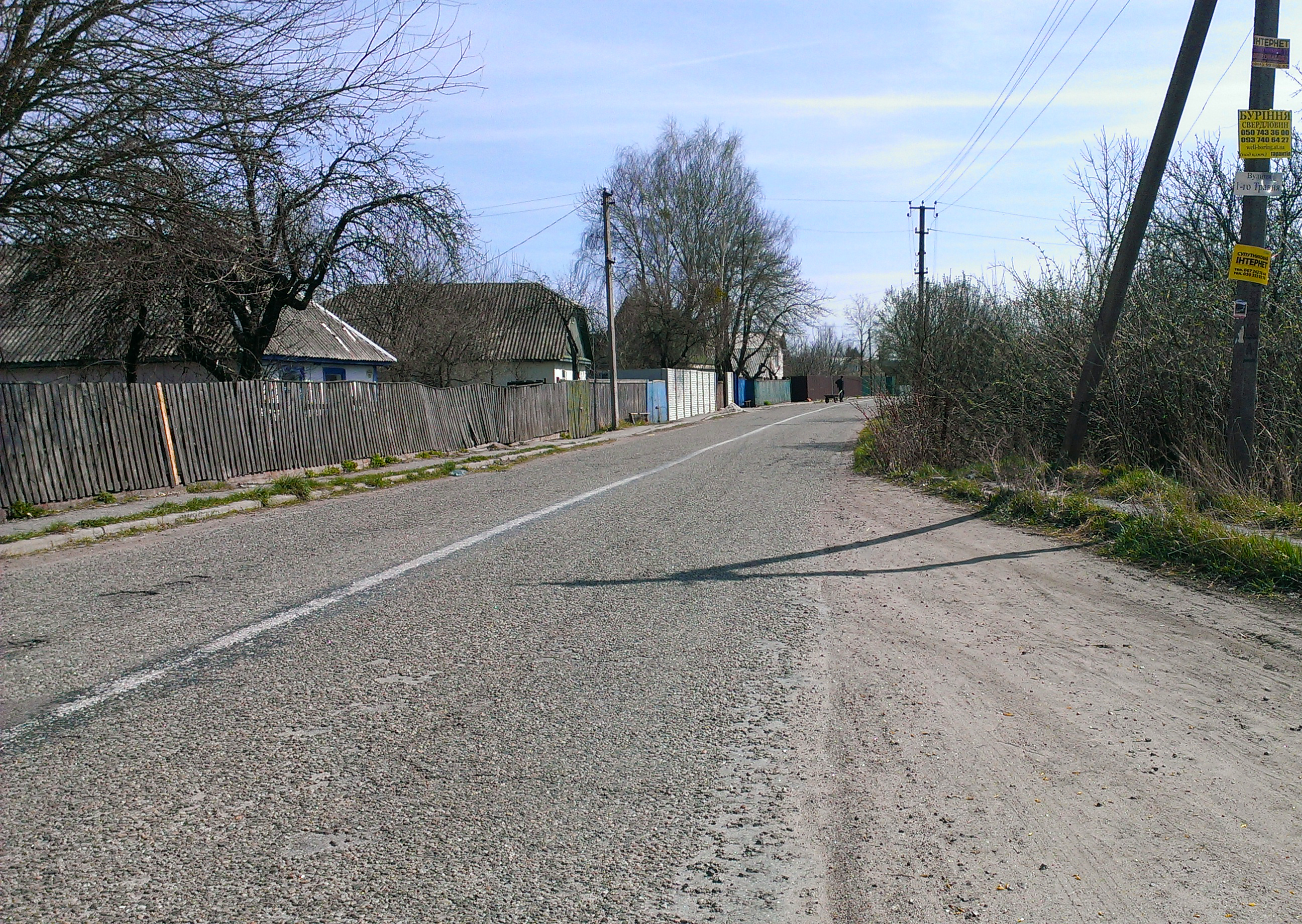
На улице села

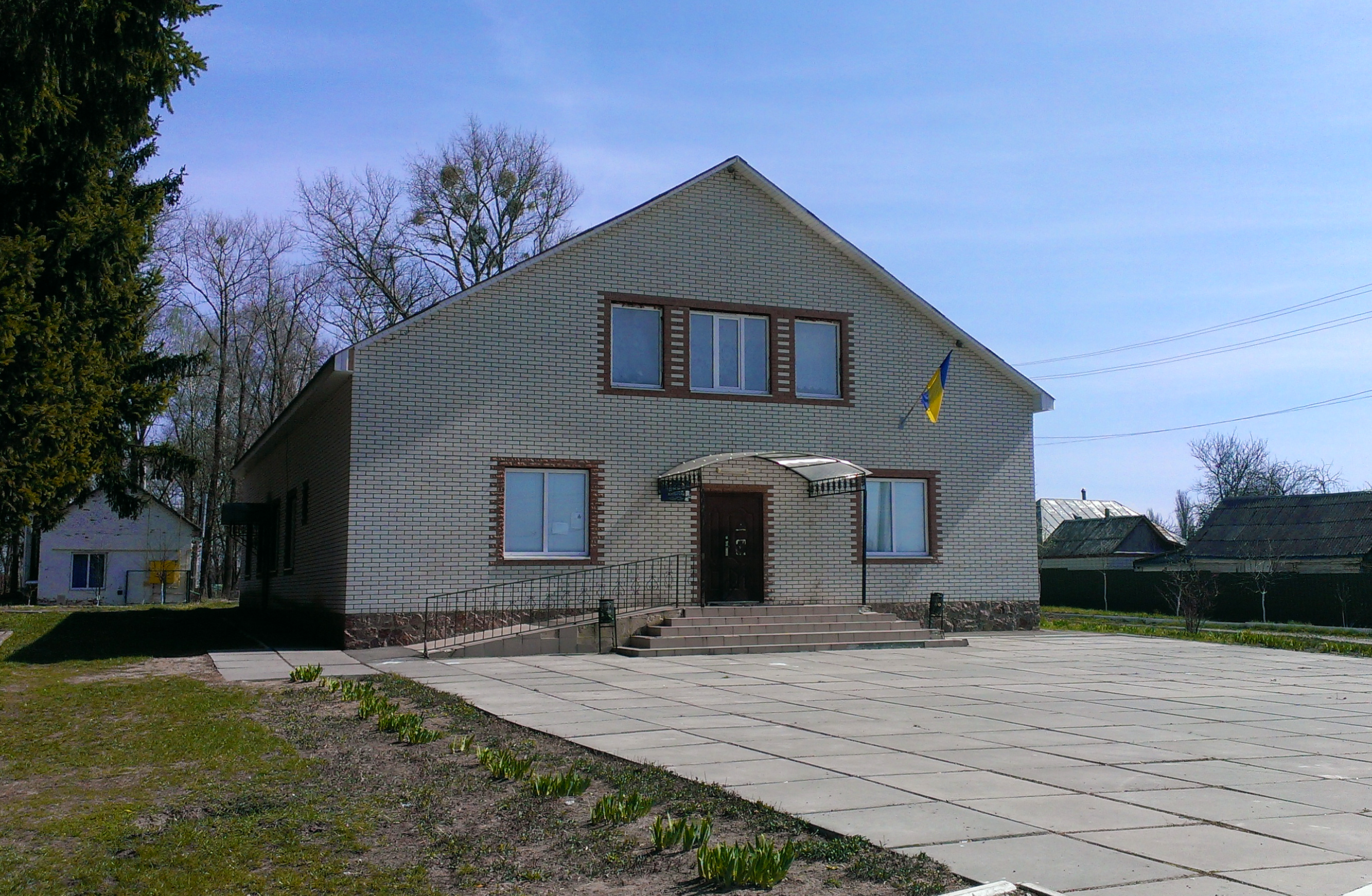
Дом культуры в селе

Небели́ца (укр. Небелиця) — село, входит в Бучанский район Киевской области Украины.
Население по переписи 2001 года составляло 604 человека. Почтовый индекс — 08024. Телефонный код — 4578. Занимает площадь 0,4 км². Код КОАТУУ — 3222785501.

## Местный совет
08024, Київська обл., Макарівський р-н, с. Небелиця, вул. Леніна, 11,
тел. (+380 4478) 4-28-35  (укр.)